# Stefan Åsberg
Rolf Stefan Åsberg, född 28 april 1968 i Staffans församling i Gävle, är en svensk journalist.
Åsberg blev civilekonom 1992. Han kom till Sveriges Television 1993, där han började på det lokala nyhetsprogrammet Mittnytt. Åsberg var stationerad som utrikeskorrespondent i Washington, D.C. 2002–2007 samt 2010–2014. Mellan september 2015 och september 2018 var han korrespondent i Mellanöstern.